# 丽娜·乔依
丽娜乔依（马来语：Lina Joy, 1964年7月28日—）是一名自伊斯兰教改宗至基督教的马来人。本名阿兹丽娜·再兰尼（Azlina Jailani），1964年7月28日

## 生平
出生于马来西亚一个爪哇族穆斯林家庭，她于26岁时改换信仰。1998年，丽娜受洗后，申请获得马来西亚法院的承认。虽然她的姓名变更在1999年得到承认，并且体现在了身份证上，但她的改宗并未获承认（缺少一份回教法庭的确认文件）。为此，她于1999年向高等法院提起诉讼，绕开了回教法庭。她后来于2006年向联邦法院提起诉讼。丽娜希望以基督徒的身份大方地生活，却因案件的宣传不得不过着隐匿的生活。
联邦法院2007年5月30日以两票对一票，驳回了她的诉讼。 联邦法院首席大法官敦阿末法鲁兹与拿督阿拉乌丁（Datuk Alauddin Mohd Sheriff）投出了反对票。这项裁决指出，“宣布要脱离宗教的人，必须按照现行的特定宗教法律或惯例来执行，只有在该人符合要求之后，当局才确信该人已弃教，她才可以皈依基督教......换句话说，一个人不能以自己的想法和幻想脱离或皈依宗教。”
沙巴和砂拉越的大法官拿督理查玛兰俊则认为“这无异于法律治下的不平等待遇。换句话说，它是歧视性的和违宪的，理应被推翻。出于这点，应该满足上诉人的要求，即宣布她有权拥有不含“伊斯兰教”一词的身份证件。
法律承认将允许在她的大马卡上体现宗教更换，此举也将消除她与她的基督徒未婚夫结婚的法律障碍（穆斯林女性与非穆斯林男性结婚在马来西亚是不被允许的；马来西亚法律规定非穆斯林男性必须皈依伊斯兰教后才能与穆斯林女性结婚；伊斯兰教法则规定穆斯林男子只能娶有經者（信仰伊斯兰教诞生以前的亞伯拉罕諸教者，有条件和限制）为妻。在马来西亚，回教法庭有权处理伊斯兰教问题，包括对脱离伊斯兰教的法律承认。相反，回教法庭对那些不是穆斯林的人没有管辖权。乔伊斯自己承认自己不再是穆斯林，但只有回教法庭才可以在法律上确认。根据回教律师协会发言人Pawanchek Merican的说法，改宗不是什么未知的事情，“在森美兰州，回教法庭批准了16人的脱离伊斯兰教的申请......”
根据一名国民登记局高级官员的说法，国民登记局在她的身份证件上更改宗教将意味着该部门正式宣布她为属于回教法庭管辖范围内的叛教者。 在过去的几年里，回教法庭对自伊斯兰教改信其它宗教者的司法权一直是马来西亚公众讨论的焦点，媒体也是争相报道类似的改宗案件。乔伊不是第一个申请承认其自伊斯兰教改宗其它宗教的人。英国广播公司报导的另一名名叫“玛利亚”的女性也有类似案件。2006年，森美兰州芙蓉市的回教高等法庭裁定批准黄亚娇（又名娘惹达希）自伊斯兰教改信佛教的申请。然而，尽管她是被华族佛教徒家庭养大的马来人，但她从未践行过伊斯兰教实践，而且判决之时也已离世。